# Gonade
Gonader er de kønsorganer hos dyr og mennesker, som producerer henholdsvis østrogen, testosteron og andre hormoner, der påvirker de sekundære kønskarakteristika. Dette inkluderer æggestokkene og testiklerne. Desuden producerer gonaderne kønsceller som æg og sædceller. Gonade oversættes til dansk som kønskirtel. 
Omkring 5. uge af graviditeten udvikles gonaderne i en feminin eller maskulin retning, alt efter kønskromosombesætningen.  
| Anatomi | Spire Denne artikel om anatomi er en spire som bør udbygges. Du er velkommen til at hjælpe Wikipedia ved at udvide den. |